# Hagfors
Hagfors è una città della Svezia capoluogo dell'omonimo comune, conta 5 403 abitanti e si trova nella contea di Värmland.

## Storia
La città nacque nel 1873 quando sul sito furono costruiti due altiforni per la lavorazione dei metalli.
Hagfors fu una delle ultime località ad ottenere il titolo di città (stad) in Svezia, fu staccata da Norra Råda nel 1950. Lo stemma cittadino scelto fu un tributo a quei primi forni che favorirono la nascita e lo sviluppo della città.
Ogni anno nel mese di febbraio la città ospita il rally nazionale di Svezia, che costituisce uno dei motori economici della regione.

## Infrastrutture e trasporti
L'aeroporto di Hagfors, situato nei pressi della città, ospita voli della compagnia aerea Nextjet verso l'Aeroporto di Stoccolma-Arlanda e Torsby.

## Galleria d'immagini

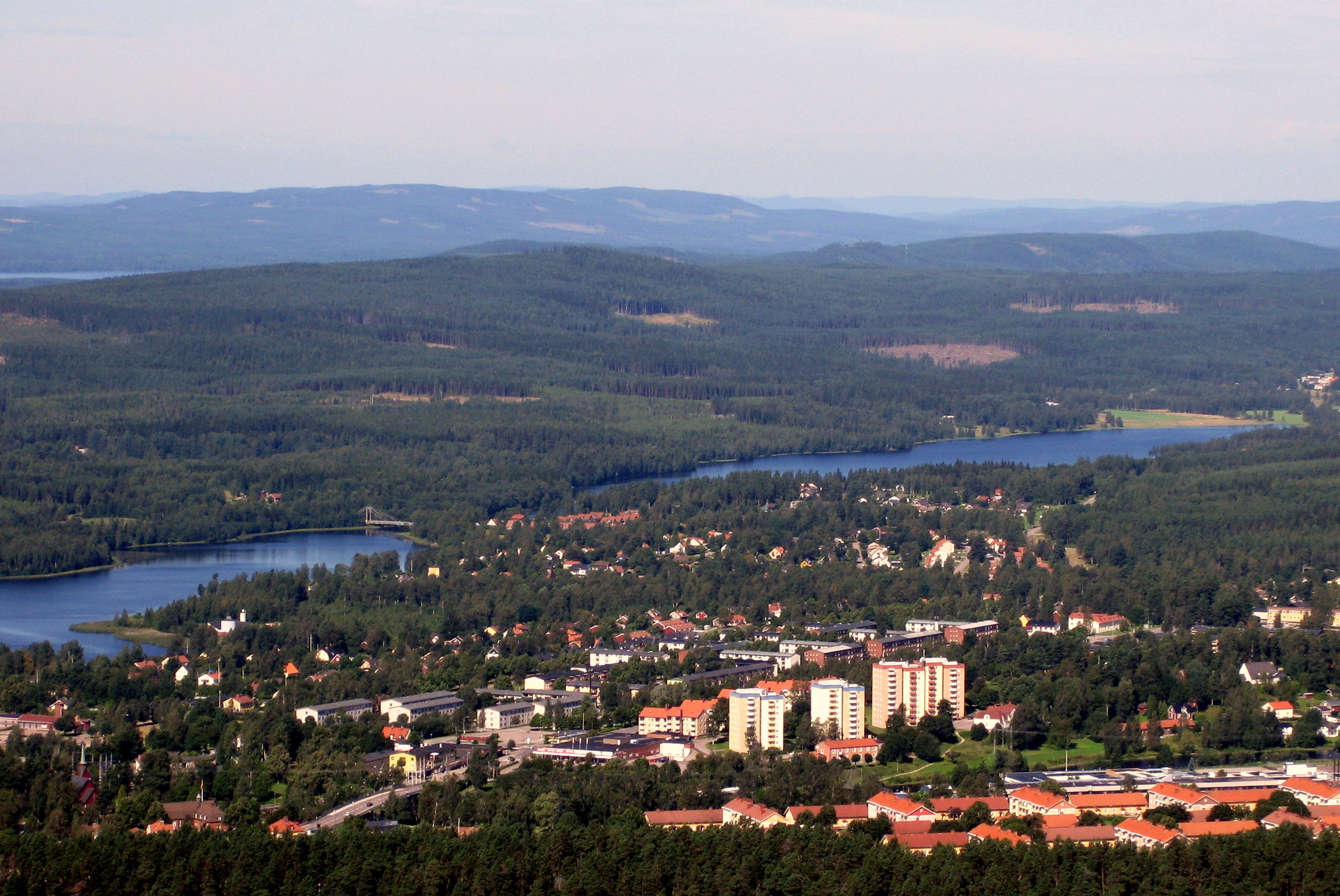
Veduta aerea della città nel